# Автобусная улица (Санкт-Петербург)
Авто́бусная улица — улица в Приморском районе Санкт-Петербурга. Проходит от улицы Маршала Новикова до Парашютной улицы (фактически — до Ново-Никитинской).

## История
Название присвоено улице 7 июля 1993 года и дано по расположенному здесь Автобусному парку № 2.
В 2013 году в состав Автобусной улицы включили участок от Ново-Никитинской до Парашютной улицы.

## Пересекает следующие улицы и проспекты
1. улица Маршала Новикова
2. Автобусный переулок
3. Макулатурный проезд
4. Ново-Никитинская улица
5. Парашютная улица (проект)

## Транспорт
По улице проходят автобусные маршруты № 9, 40, 127.
Ближайшая станция метро — «Комендантский проспект» — находится на расстоянии около 2,5 км от начала улицы.